# Сајудис
Сајудис (литв.Sąjūdis) је политичка организација која је водила борбу за независност Литваније крајем 1980-их и 1990-их.
Првобитан назив овог покрета био је Реформски покрет Литваније (литв. Lietuvos Persitvarkymo Sąjūdis), а oсновао га је Витаутас Ландсбергис 3. јуна 1988. године са циљем да Литванија стекне независност од Совјетског Савеза.

## Историја покрета
Средином 1980-их, руководство Комунистичке партије Литваније оклевало је да прихвати Горбачову перестројку.
Смрт Петраса Гришкевичиуса, првог секретара Комунистичке партије Литваније, 1987. године, само је праћена именовањем другог ригидног комунисте, Рингаудаса Сонгаиле. Међутим, охрабрени политиком Михаила Горбачова, примеђујући јачање позиције Солидарности у Пољској и охрабрени од стране папе и америчке владе, балтички активисти за независност почели су да одржавају јавне демонстрације у Риги, Талину и Вилњусу. Групу је чинило 35 чланова, углавном уметника. 17 чланова групе су такође били чланови Комунистичке партије Литваније. Њихов циљ био је да организују Сајудис реформски покрет, који је касније постао познат само као Сајудис. Ипрва су многи важни чланови Сајудиса били левичари и/ или припадници еколошких организација, па се у почетку нису отворено упротстављали режиму већ су се залагали за проширену аутономију у оквиру Совјетског Савеза. Међутим, како је идеја о независности постајала све популарнија тако је и Сајудис постајао све јасније политички одређен. Активна националистичка опозиција ( углавном Литванска лига слободе) изазивала је бројне протесте, а то ће кулминирати крајем октобра 1988 када ће власти силом разбити протесте. Све јачи притисак јавности резултираће бројним оставкама у Комунистичкој партији Литваније( укључујући и тадашњег првог секретара партије Рингаудаса Сонгаила, који је служио тек нешто више од годину дана).

### Певајућа Револуција
Певајућа револуција је била серија догађаја који су довели до обнављања независности балтичких држава Естоније, Летоније и Литваније на крају Хладног рата. Термин је сковао естонски активиста и уметник Хајнц Валк, у чланку објављеном недељу дана после 10. и 11. јуна 1988. године, спонтаних масовних вечерњих демонстрација певања на Талинском фестивалу певања. Између 1956. и 1987. године отворени отпор совјетском режиму је био реткост. Постао је чешћа појава 1970-их и 1980-их. Многи популарни певачи су често користили поезију националистичких песника као што су Бернардас Бразџионис или Јустинас Марцинкевичијус, као текстове својих песама. Године 1987. Марш Рока је кроз музику промовисао идеју о националној свести и отпору совјетским властима.
Дана 21. јуна 1988. године одржан је први масовни скуп који је организовао Сајудис на Совјетском тргу у близини Совјетске палате. Три дана касније сличан скуп је одржан на Гедиминасовом тргу. Тамо су делегати 19. Свесавезне конференције комунистичке партије Совјетског Савеза добили информације о Сајудисовим деловањима и циљевима. Око 100.000 људи у парку Вингис је поздравило делегате при њиховом повратку. Још један значајан догађај догодио се 23. августа 1988. године, када се око 250.000 људи окупило да протествује против пакта Рибентроп-Молотов и његовог протокола. 19. јуна 1988. је изашао први број новина „Сајудис Вести" (литв. Sąjūdžio žinios ). Укупно је штампано око 150 новина које подржавају Сајудис.

Фебруара 1989. Сајудис је изјавио да је Литванија насилно припојена Совјетском Савезу и да је крајњи циљ те огранизације био обнова литванске независности, а анексију је Сајудис прогласио нелегитимном. Дана 23. августа 1989, на 50. годишњицу потписивања нацистичко-совјетског пакта Рибентроп-Молотов, људски ланац дуг 600 километара који се протезао од Талина до Вилњуса усмерио је међународну пажњу на тежње балтичких нација. Ова демонстрација и координаране тежње три нације постали су познати као Балтички пут.
Децембра 1989. године, Комунистичка партија Литваније одлучује да се одвоји од Комунистичке партије Совјетског Савеза и по први пут од пада под Совјетску власт Литванци излазе на изборе фебруара 1990. На овим изборима Сајудис осваја убедљиву већину са 101 од 141 заступничког места у парламенту. 11. марта 1990. године Литванија проглашава независност, са Витаутасом Ландсбергисом на председничкој функцији.

## Сајудис данас
Након добијања независности Сајудис је знатно ослабио, пре свега зато што је већина либерала и левичара напустила странку и кренула да оснива своје партије, попут Либералне уније Литваније ( литв. Lietuvos liberalų sąjunga ). Неуспех Сајудиса огледа се у томе што је јединство унутар покрета нестало онда када је нестала претња од Совјетског утицаја. Након одласка либералнијих чланова, најбитније позиције унутар покрета заузели су чланоци групе Каунас која је позната по својој склонсти дељењу људи на "патриоте" и "комунисте". Популарност Сајудиса је опадала временом, колико због мањка разумевања за политичке неистомишљенике толико због лоше спроведених аграрних реформи које је покрет спроводио за време своје власти. Сајудис постоји и дан данас али је изгубио готово сву моћ. Заједно са још неколико мањих партија, данас чини део Отаџбинске Уније, демо-хришћанског блока са око 18.000 чланова (литв. Tėvynės sąjunga – Lietuvos krikščionys demokratai ) Овај блок има 50 од 141 места у литванском парламенту. 